# Турское (озеро, Украина)
Турское (укр. Турське озеро) — озеро, расположенное на территории Ковельского района (Волынская область). Площадь — 13 км². Тип общей минерализации — пресное. Происхождение — пойменное. Группа гидрологического режима — сточное.

## География
Длина — 5,35 км. Ширина — 3,15 км. Глубина средняя — 1,2 м. Длина береговой линии — 17,2 км. Высота над уровнем моря — 155,6 м. Служит водоприёмником Турской осушительной системы — впадает её магистральный канал Турский. Также используется для рыбоводства.
Озеро расположено в заболоченное пойме реки Припять. Озёрная котловина имеет форму неправильного овала. Берега низкие, заболоченные, расчленённые заливами. Есть небольшие острова.
На берегу озера расположены пгт Заболотье, сёла Тур и Залесы.
Питается смешанное. Вода буровато-коричневого цвета, с болотным привкусом. Прозрачность — 0,3-0,4 м, солёность средняя — 0,41 г/л. Зимой замерзает. Дно ровное, укрыто преимущественно торфяными илами, в юго-восточной части — песчаными отложениями.

## Природа
Водятся плотва, лещ, линь, густера, окунь, карась, щука и другие рыбы.